# Terror Falls
Die Terror Falls sind ein Wasserfall im Fiordland-Nationalpark auf der Südinsel Neuseelands. Seine Fallkante befindet sich am Überlauf des Lake Terror, einem Karsee zwischen den Llawrenny Peaks und dem Terror Peak westlich des Milford Sound/Piopiotahi. Von dort stürzt er über 750 Höhenmeter in ein Tal, das vom Poseidon Creek durchflossen wird. Dieser mündet in südlicher Fließrichtung am Talausgang in den Arthur River.